# Scientia Marina
Scientia Marina (en català, ‘ciència marina’), antigament Investigación Pesquera, és una revista científica internacional, en llengua anglesa, dedicada a l'oceanografia. Publica treballs de recerca, ressenyes i comentaris en diversos camps relacionats amb l'estudi dels mars com ara la biologia marina i l'ecologia, pesca i recursos renovables, fauna, espècies, oceanografia física i química, geologia marina, enginyeria marina i gestió de la zona costanera.
Scientia Marina és publicada per l'Editorial CSIC del Consell Superior d'Investigacions Científiques, i editada a l'Institut de Ciències del Mar de Barcelona. La revista està indexada en el Science Citation Index (SCI).